# Tour des Aéroports
Die Tour des Aéroports (dt. Flughäfen-Rundfahrt) ist ein Radrennen in Tunesien. Die kleine Rundfahrt führt in sieben Etappen durch Tunesien. Nach Möglichkeit werden dabei in den Etappen Flughäfen miteinander verbunden. Der Name ist abgeleitet vom Amt für zivile Luftfahrt und Flughäfen (französisch Office de l’aviation civile et des aéroports) Tunesiens, das seit 1998 als Schirmherr der Rundfahrt fungiert. Erstmals wurde das Rennen 1997 im nationalen Rahmen ausgetragen. Anlass für die Gründung des Rennens war der zehnte Jahrestag der Absetzung des autoritären Herrschers Habib Bourguiba. 1998 wurde die Rundfahrt international. Die Austragungen 2006 sowie 2007 waren Teil der UCI Africa Tour und hatten die Kategorie 2.2.

## Sieger
- 1997  Lemjed Belkadhi
- 1998  Omar Slimane
- 1999  Mohammed Sayed
- 2000  Yvonnick Bolgiani
- 2001  Jean Charles Fabien
- 2002  Jérôme Bouchet
- 2003  Aurélien Passeron
- 2004 Nicht bekannt
- 2005 Nicht bekannt
- 2006  Hassen Ben Nasser
- 2007  Ahmed Mohammed Ali
- 2008  Cherif Merabet
- 2009  Abdelatif Saadoune
- 2010  Adil Jelloul